# 印度空氣污染
印度空氣污染（英語：air pollution in India）是該國的一個嚴重環境問題。全球於2019年污染最嚴重的30個城市中，有21個在印度。根據2016年發佈數據所做的一項研究，印度至少有1.4億人生活在超出世界衛生組織（WHO）設定安全標準上限10倍或以上的污染空氣中，全球年度空氣污染水平最高的20個城市中有13位於印度。造成印度空氣中充斥懸浮微粒污染物的主要原因有工業和車輛排放、建築過程產生的灰塵和殘礫、火力發電廠排放、燃燒廢棄物以及低收入和農村家庭使用薪材和牲畜糞餅烹調和取暖所產生。印度的空氣污染有51%是由工業污染產生、27%由車輛排放產生、17%由燃燒農作物殘餘產生，及5%於慶典及節日施放煙火所產生。空氣污染每年導致2百萬印度人過早死亡。印度農田在秋季和春季會大規模燃燒作物殘餘物（成本較機械翻土處理更為便宜）是煙霧、霧霾和懸浮微粒污染的主要來源。印度人口於近幾十年來不斷增長、經濟快速發展，以及化石燃料消耗的增加，都導致該國的溫室氣體排放數量飆升。該國最近的排放量在全球佔比上升已超過7%，成為僅次於美國和中國的第三大溫室氣體排放國。然而印度的2016年人均排放量在二十大工業國（G20）中最低，僅為每年1.9噸，約為美國每年人均排放量（15.15噸）的8分之1，及約為中國的（7.11噸）4分之1。其在歷史累積的二氧化碳排放量遠低於其他主要污染國，僅為3%。於2013年進行過一項針對非吸菸者的研究發現，印度人的肺功能比歐洲人弱30%。
印度通過的《1981年空氣（污染預防與控制）法》，目的為規範空氣污染，但由於執行不力，並未能減少污染。
印度政府與印度坎普爾理工學院於2015年一起推出該國的國家空氣品質指數。到2019年，印度啟動"國家清潔空氣計畫"，暫定國家目標是到2024年將PM2.5（粒徑小於或等於2.5微米的懸浮微粒）和PM10（粒徑小於或等於10微米的懸浮微粒）濃度降低20%-30%（與2017年的比較）。此計畫將在102個空氣品質低於國家環境空氣品質標準的城市推廣。另有其他倡議，例如沿著古吉拉特邦到德里的阿拉瓦利山脈，建立長1,600公里、寬5公里，名為"阿拉瓦利綠色長城"的綠色生態走廊，也預備花上10年，透過種植13.5億棵本土種樹木，將前述綠色走廊與西瓦利克山脈連結，來對抗污染。印度孟買理工學院與聖路易華盛頓大學麥凱維工程學院於2019年12月合作，啟動氣溶膠和空氣品質研究機構，針對印度的空氣污染進行研究。根據同行評審醫學期刊《刺胳針》刊載的一篇研究報告，印度於2019年因空氣污染惡化而造成近167萬人過早死亡，和估計造成288億美元的產出損失。.

## 導因

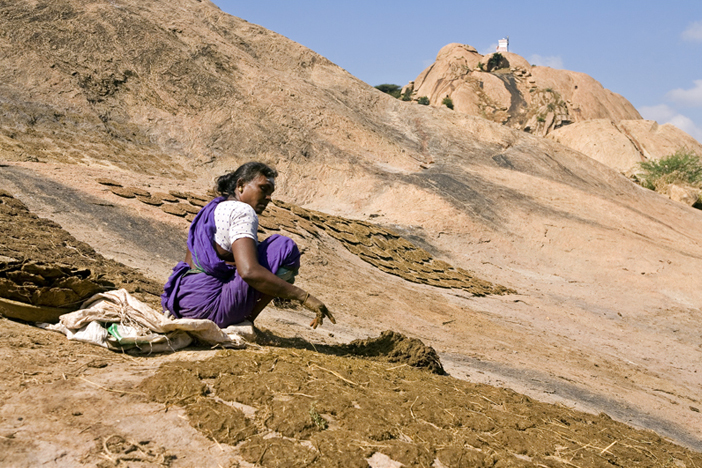
印度農村地區烹飪用燃料由乾草、木柴、秸桿、樹葉和主要是牲畜糞便加水混合製成。燃燒時會產生煙霧和眾多室內空氣污染物，其濃度是燃燒煤碳而產生的5倍。

### 燃燒薪材和生物質

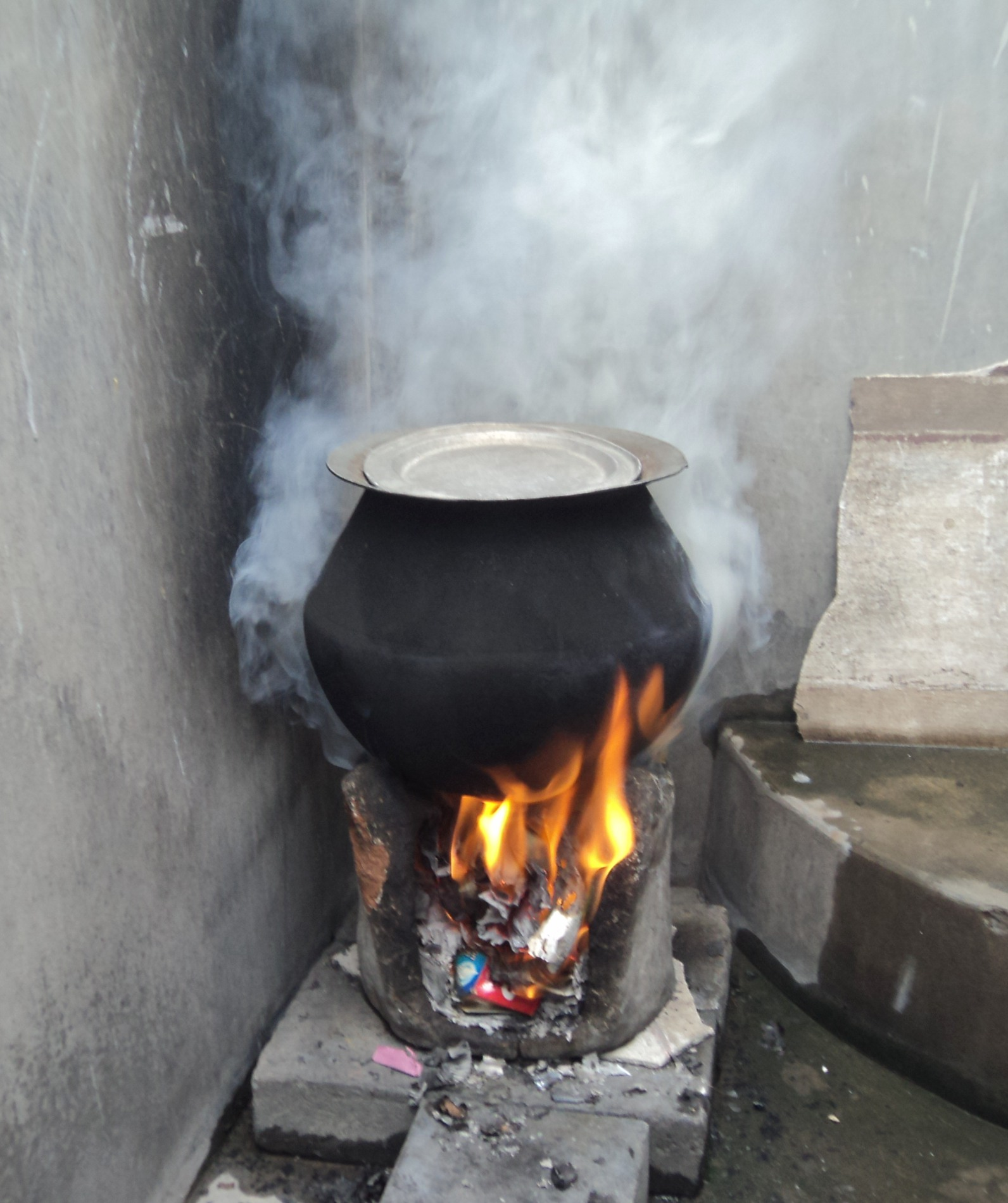
一種使用生物質餅（糞餅）、薪材和垃圾作為烹飪燃料的農村火爐。調查顯示印度有超過1億戶家庭每天使用這種爐灶 (चूल्हा)2-3次。由於印度農村地區和小城鎮道路和能源基礎設施薄弱，難以取得清潔燃料和電力作為取代。

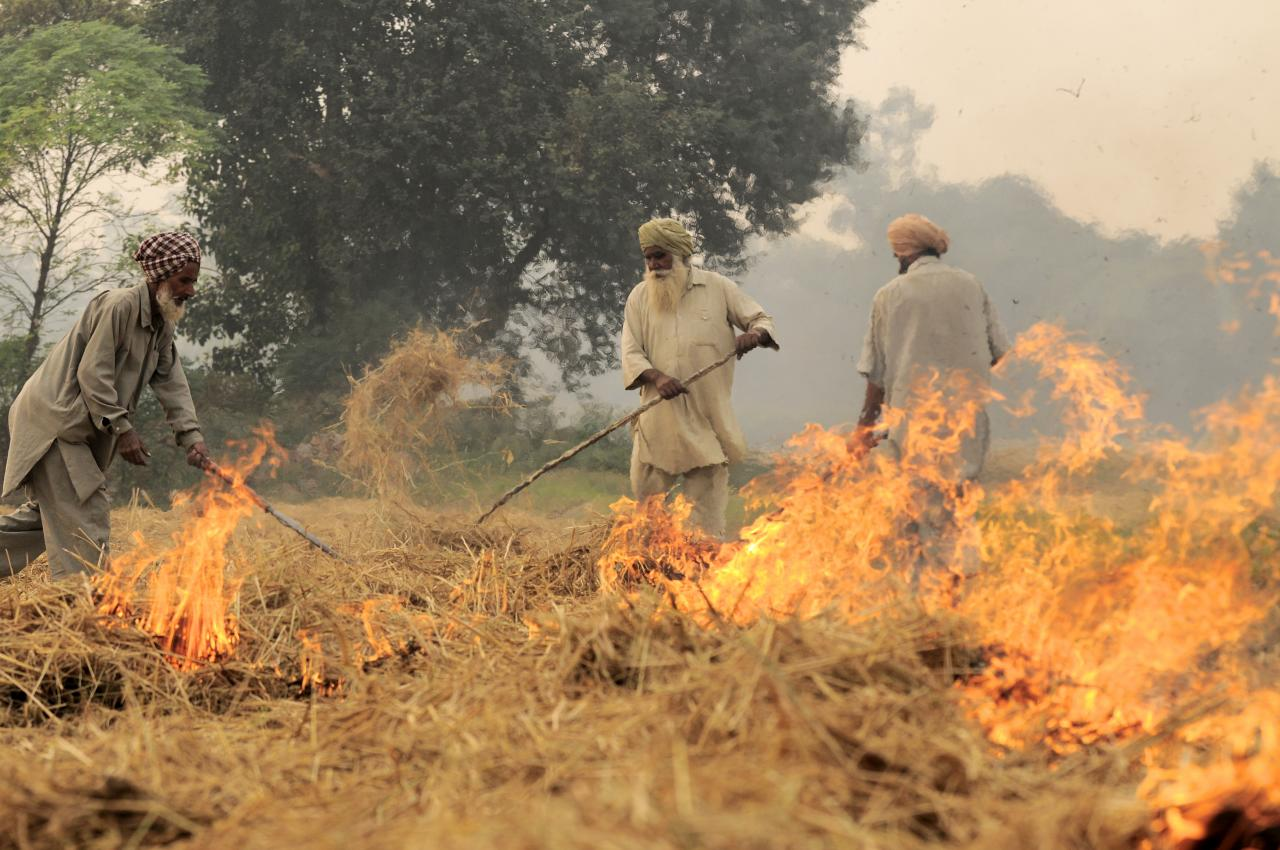
印度旁遮普邦森格魯爾地區，農民在收割水稻後將殘餘物焚燒，爭取時間為種植小麥作準備。

約有1.36億印度人 (佔比11%) 使用傳統燃料（薪材、農業廢棄物和糞餅）供烹飪和一般供熱用途。這些傳統燃料在當地稱為chulah或chulha。傳統燃料是低效能源，燃燒時會釋放濃煙、懸浮微粒、氮氧化物、硫氧化物等空氣污染物，影響室外空氣品質，導致慢性健康問題以及對森林、生態系統和全球氣候造成損害。WHO估計印度因使用chulahs（傳統爐具）燃燒生物質，是導致每年有30萬至40萬人因室內空氣污染和一氧化碳中毒而亡的主要因素。
使用生物質燃料所釋放的溫室氣體比燃燒液化石油氣等清潔燃料高出許多倍。這類空氣污染也是印度洋棕雲出現的主因，導致季風季節延後來臨。在印度農村和城市地區能穩定獲得和廣泛採用電力或清潔燃料之前，將會繼續使用前述傳統燃料。
印度是世界上最大的薪材、農業廢棄物和生物質消費國。根據最新的全國性研究，印度每年使用約當1.487億噸煤碳的薪材和生物質作為家庭能源用途。印度全國年度人均消耗薪柴、農業廢棄物和生物質為206公斤煤碳當量。薪材（包括鋸末和木材廢料）約佔總使用量的46%，其餘為農業廢棄物和生質質（糞餅）。傳統燃料（薪柴、作物殘渣和糞餅）在印度農村地區的家庭能源使用中佔主導地位，約佔總量的90%。而在城市地區則約佔使用總量的24%。印度每年燃燒的薪材比美國多10倍。印度的薪材品質與美國的乾材不同，而且印度使用的爐灶效率較低，因此每公斤當量會產生更多的煙霧和空氣污染物。
印度有普遍存在的非法工廠，將橡膠輪胎熱裂解成低級油料和炭黑後，再回收利用，也導致嚴重的空氣污染和健康問題。

### 燃油摻假
一些印度計程車和機動三輪車會使用摻有便宜燃料的混合燃料。在南亞（包括印度在內），以低價燃料摻入汽油和柴油的情況很常見。有些摻料會增加車輛有害污染物的排放，加劇城市空氣污染。對油料實施差別稅率後會產生經濟誘因，造成燃料摻假。在印度和其他開發中國家中，汽油的稅率比柴油高得多，而柴油的稅率又高於作為烹飪燃料用的煤油，而某些溶劑和潤滑油的稅率很低或根本不徵收，而成為摻料的來源。
隨著燃料價格上漲，大眾交通駕駛會將更便宜的碳氫化合物混入高稅率的燃料中來降低成本。摻入的數量可能高達20-30%，可帶來短期的節省，卻無視在長期空氣品質、生活素質和健康的影響。同樣被忽視的是車輛引擎壽命可能會因此縮短，和維護成本提高，特別是發生在按日租賃而來的計程車、機動三輪車或是卡車上的。
摻假燃料會增加廢氣中碳氫化合物 (HC)、一氧化碳 (CO)、氮氧化物 (NOx) 和懸浮微粒 (PM) 的排放。空氣毒素排放並未受到管制，更令人擔心的是其中苯和多環芳香烴 (PAH)的排放，這兩種物質都是已知的致癌物質。煤油的燃燒效率較低，導致引擎排放更多的碳氫化合物、一氧化碳和懸浮微粒。即使是配備觸媒轉換器的車輛也無法完全抵消煤油所帶來的污染。此外，煤油含有較高的硫含量，會進一步惡化排放問題。

### 交通壅塞
印度城鎮道路車輛壅塞嚴重。造成壅塞的原因很多，其中包括： 每公里可用道路的車輛數量增加、缺乏城市內分隔車道和城內快速道路網絡、缺乏城市間快速公路、交通事故以及由於交通法執行不力而造成的混亂。
交通壅塞降低平均交通速度。科學研究顯示車輛在低速行駛時，其燃料燃燒效率低下，每行程產生的污染也更多。例如根據一項美國的研究，發現在同樣的行程中，交通擁擠時汽車消耗的燃料比暢通時更多，污染也更多。平均時速在20至40公里之間，汽車污染物排放量是平均時數在55至75公里時的兩倍。在平均時數為5至20公里時，汽車污染物排放量是平均時數為55至70公里時的4至8倍。交通擁擠時，燃油效率同樣會變得更差。
德里和其他幾座印度城市內的交通異常擁擠。這情況已證明會導致當地污染加劇，特別是在整體交通陷於停滯不動的情況時。印度許多城市道路的平均時數低於20公里，行走10公里的距離可能需要花上30分鐘或是更長。在這樣的速度下，車輛排放的空氣污染物是交通壅塞較少時的4至8倍。印度車輛每次出行因而消耗的燃料也更多。由於印度車輛數量和行駛里程快速增長，遠超過減排措施所產生的效果，使得懸浮微粒和重金屬的排放量持續攀升。
在班加羅爾等城市，約有50%的兒童患有氣喘，人口擁擠及車輛帶來的污染均為可能的原因。

### 建築灰塵和殘礫
建築過程產生的灰塵和殘礫也是產生懸浮微粒，造成印度空氣污染的原因。

### 溫室氣體排放

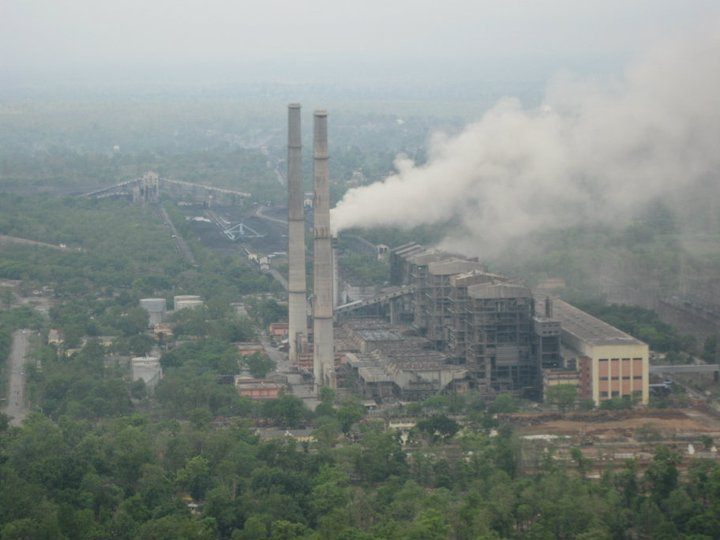
位於印度中央邦比圖爾縣的薩普拉火力發電廠。

印度在2019年全球受氣候變化影響最嚴重國家名單中排名第7。該國於2021年每年排放的溫室氣體約為3吉噸（Gt=十億噸）二氧化碳當量（CO2eq），人均排放量約為兩噸半，低於世界平均值。該國人口於世界人口的佔比為17%，而排放量於全球的佔比為7%。根據總部設於德國的非營利、非政府組織Germanwatch創立的氣候變化績效指數，顯示印度氣候變化於2021年的整體績效在63個國家中排名第8，這63個國家於當年的溫室氣體排放量佔全球的92%。印度於2023年的氣候變化績效指數排名仍為第8。
氣候變化導致全球氣溫上升，位於青藏高原邊緣喜馬拉雅山上的冰河因而退縮（參見全球自1850年以來的冰河退縮），流向印度的恆河、布拉馬普特拉河（中國段稱為雅魯藏布江）、亞穆納河和其他主要河流的流量受到威脅。 世界自然基金會 (WWF) 所發佈的2007年報告中指出印度的另一條大河 - 印度河可能會因同樣的原因而乾涸。預計嚴重的山崩和洪水在該國東北部阿薩姆邦等邦，將會因此更為頻繁發生。由於氣候變化，印度的熱浪頻率和強度正在增加。該國的氣溫在1901年至2018年期間已經上升0.7°C (1.3°F) 。

## 污染的影響

### 健康

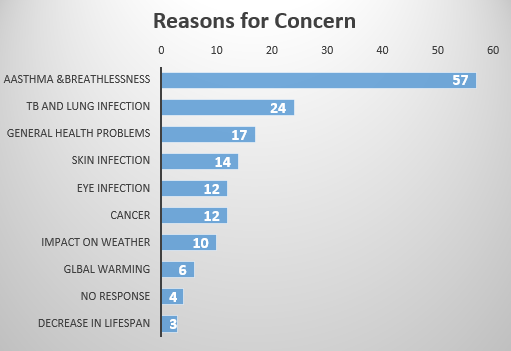
空氣污染為印度居民健康帶來嚴重威脅，其中氣喘為最常見之呼吸道疾病，佔空氣污染相關疾病半數以上。

人們對該國日益惡化的空氣污染感到擔憂，尤其是在個人健康上的影響。長期接觸懸浮微粒會導致氣喘、支氣管炎、慢性阻塞性肺病、肺癌和心臟病等呼吸系統和心血管疾病。 於2013年發佈的《2010年全球疾病負擔研究》顯示室外空氣污染是印度排名第五大的殺手，當年約有62萬印度人因空氣污染相關疾病而死亡。根據WHO的研究，全球20個污染最嚴重的城市中有13個在印度。然而WHO研究的準確性和方法受到印度政府的質疑。印度是慢性阻塞性肺病患者人數最多的國家之一，也是此種肺病死亡人數最多的國家之一。
據非營利組織健康影響研究所稱，每年有超過一百萬印度人因空氣污染而死亡。根據德里心肺研究所的數據，超過200萬名兒童（為德里兒童人數的一半）的肺功能異常。印度在過去10年的空氣污染顯著加劇。氣喘是印度人最常見的健康問題，佔空氣污染引起健康問題的一半以上。空氣污染被認為是加速印度人阿茲海默症發病的關鍵因素之一。
《刺胳針》發表的2017年全球疾病負擔研究報告，顯示有76.8%的印度人暴露在較高的環境懸浮微粒中（超過40微克/立方公尺），大幅高於國家環境空氣污染指南規定的限值。研究估計印度4.807億的失能調整生命年中，有4.4%歸因於環境懸浮微粒污染，其中有1,580萬人是由家庭空氣污染導致。就平均預期壽命而言，如果印度人生活在國家最低建議範圍的空氣品質中，平均壽命將可增加1.7年。
估計印度的環境空氣污染每年導致67萬人過早死亡，尤其是在加劇呼吸系統和心血管疾病方面，包括慢性支氣管炎、肺癌和氣喘。環境空氣污染與醫院就診次數的增加有關聯，室外污染懸浮微粒濃度較高，導致一系列與空氣污染程度較高相關的急診室就診次數增加20%至25%。印度農村地區約76%的家庭依賴固體生物質來烹飪，而進一步加重人口中因環境空氣污染而造成的疾病負擔。

### 受污染城市
根據WHO，全球15個PM2.5污染最嚴重的15個城市中，印度佔14個。PM2.5污染物含量非常高的印度城市包括德里、巴特那、阿格拉、穆扎夫法爾普爾、斯利那加、古爾岡、齋浦爾、伯蒂亞拉和久德浦，其次是科威特的阿里·薩巴赫·阿爾薩萊姆（Ali Subah Al-Salem）以及中國和蒙古國的一些城市。
空氣品質指數（AQI）是一個用於顯示空氣污染程度的數字 - 特定城市在特定日期的空氣污染程度。當德里的AQI達到574時，空氣品質和天氣預報與研究系統將其劃入"嚴重+類別"。WHO於2014年5月宣佈新德里為全球污染最嚴重的城市。 當地於2016年11月出現的大霧霾（The Great Smog）是一場環境事件，新德里及週邊地區籠罩著17年來最為嚴重的霧霾。
| 城市         | PM2.5濃度（微克/立方公尺） |
| ------------ | -------------------------- |
| 德里         | 153                        |
| 巴特那       | 149                        |
| 瓜廖爾       | 144                        |
| 賴布爾       | 134                        |
| 亞美達巴德   | 100                        |
| 勒克瑙       | 96                         |
| 菲羅扎巴德   | 96                         |
| 坎普爾       | 93                         |
| 阿姆利則     | 92                         |
| 盧迪亞納     | 91                         |
| 普拉亞格拉吉 | 88                         |
| 阿格拉       | 88                         |
| 卡納         | 88                         |

2018年新德里空氣污染指數（PM2.5 AQI）。於當年6月14日出現的急劇上升是由極端高溫和強烈的下沉氣流引發的沙塵暴所致。
危險級
對健康極為有害
對健康有害
對敏感群體健康有害
適中
良好

根據世界衛生組織空氣品質指南，PM2.5年平均濃度以不高於5微克/立方公尺為標準。
印度中央污染控制委員會目前定期監測四種空氣污染物，分別為二氧化硫（SO2）、氮氧化物（NOx）、懸浮微粒（SPM）和PM10。這些是印度25個邦和4個聯邦屬地的115個城市/城鎮中308個檢測站要定期監測的空氣污染物。也同時檢測風速和風向、相對濕度、溫度等氣象參數。每週兩次進行24小時全天候監測（氣態污染物每4小時採樣一次，粒狀物每8小時採樣一次）。
印度中央污染控制委員會的主要調查結果是：:
- 大多數印度城市仍未能達到印度和世界空氣品質PM10目標。這種顆粒物污染是印度面臨的主要挑戰。雖然各城市普遍未達標，但有些的進步遠超過其他城市。過去幾年中，索拉普和亞美達巴德等城市的PM10濃度呈下降趨勢。這項改善可能歸功於當地所採的要求使用低硫柴油措施，以及嚴格執法。
- 過去幾年中，德里、孟買、勒克瑙、博帕爾等許多城市的住宅區二氧化硫濃度呈下降趨勢。這種下降趨勢可能是由於最近出台的清潔燃料標準，以及越來越多使用液化石油氣以取代煤碳或薪材作為家用燃料，以及在某些車輛中使用壓縮天然氣以取代柴油的緣故。
- 過去幾年中，博帕爾和索拉普等一些城市居民區的二氧化氮水平呈下降趨勢。
- 大多數印度城市的懸浮微粒濃度大幅超出可接受的水平。這可能是因為燃燒垃圾和生物質以及車輛、發電廠、工業排放而來。
- 印度空氣品質監測數據顯示，季風期間懸浮微粒濃度較冬季明顯降低。主要歸因於季風降雨帶來的濕沉降作用，以及較強的垂直混合。而在冬季時，由於逆溫現象頻繁發生，導致混合層高度降低，不利於污染物擴散，進而加劇空氣污染問題。
- 印度工業區的平均年度二氧化硫和氮氧化物排放水平以及週期性的違規，顯著（且出人意料）低於印度住宅區的排放和違規。
- 根據研究人員Singh V. 等 (2021年) 發表的一為期6年（2014-2019年），針對印度5個超級大城市PM2.5污染研究報告，在所有城市中，德里是污染最嚴重的城市，其次是加爾各答、孟買、海得德拉巴和清奈。[61]

### 2024年印-巴空污事件
根據印度主要環境監測系統（System of Air Quality Forecasting and Research （SAFAR））的數據，新德里的空氣品質指數於2024年11月惡化至嚴重污染等級。"瑞士空氣品質技術公司IQAir|IQAir於11月18日將新德里列為世界上污染最嚴重的城市，空氣品質指數為‘危險級’的1,081。" 當地政府下令關閉學校並停止工地施工，以設法解決。該市於次日（11月19日）的指數下降至489，仍是世界上污染最嚴重的城市。

## 改善措施
- 德里政府從2017年11月開始實施"奇偶車牌限行政策"，車牌號碼尾數為奇數的車輛只能在特定日期行駛，而尾數為偶數的車輛則可以在其餘日期行駛。[66]
- 各邦的地方政府也實施更嚴格的車輛排放標準、加強對焚燒垃圾的處罰力度以及更高的道路揚塵控制等措施。
- 印度政府承諾將家庭使用固體生物質烹飪的數量減少50%。[67]

- 設定於未來實施的一些目標是：

- - 降低交通部門產生的空氣污染，引入電動巴士以取代燃油巴士。
  - 將所有使用化石燃料內燃機車輛升級至BS6排放標準。
  - 實現到2023年有25%的私家車採電力驅動的目標。
  - 將所有發電廠改而使用再生能源。
  - 取代露天燃燒農業殘留物，改而提供農民機器，將殘留物轉為肥料利用。
  - 鼓勵農民採多樣化種植作物，多種植粗糧和豆類等節水作物。
  - 針對空氣污染最嚴重區域進行健康數據分析，並研究不同室內空氣過濾系統的效率。
  - 擬定向公眾通報空氣污染數據的有效方法。
  - 啟動新的公民科學計劃，以收集更詳盡的污染暴露數據。[68]
  - 減少碳排放："根據政府間氣候變化專門委員會（IPCC）所言，為將全球升溫限制在2°C以下，二氧化碳排放量到2030年應減少約20%，並在2075年左右達到淨零排放，而為將升溫幅度限制在1.5°C以下，二氧化碳排放量到2030年應下降50%，到2050年左右達到淨零......"[69]印度宣示將於2070年達到淨零排放的目標。[70]
  - 透過部署更多站點，並利用含物聯網技術的移動和駕駛感測方法來改善空氣品質監測。[71]

## 延伸閱讀
- Sengupta, Ramprasad; Mandal, Subrata.  (PDF).   [2014-07-22].
- Cropper, Maureen.  (PDF). June 2012  [2014-07-22].